# Ábside

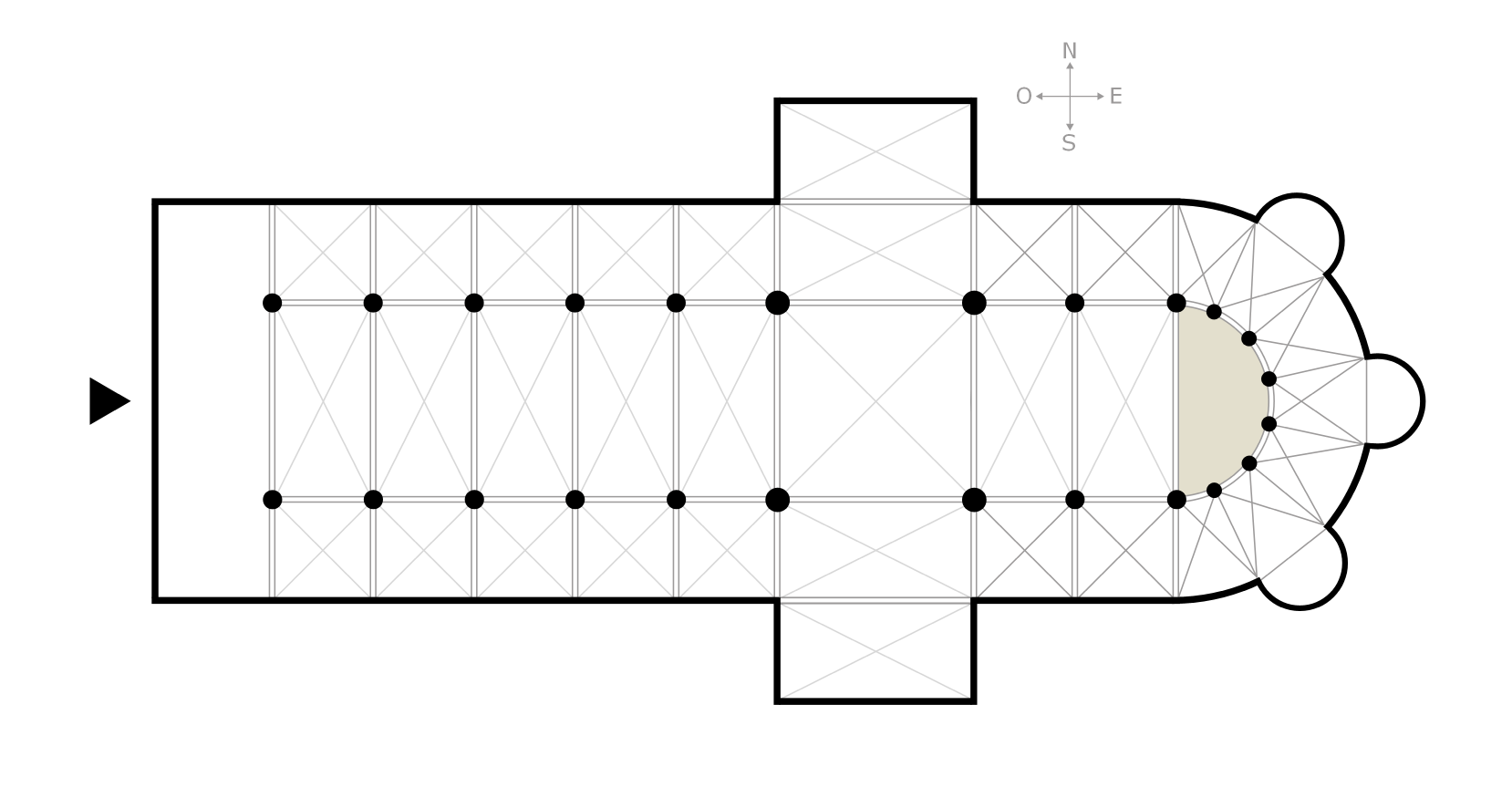
Representación esquemática de la planta de una catedral donde se resalta el ábside. La cabecera de este templo tiene tres absidiolos dispuestos de forma radial y abiertos a una girola o deambulatorio.

En arquitectura, un ábside es la parte de la iglesia situada en la cabecera o testero, que acoge la mesa de altar. Generalmente tiene planta semicircular, pero puede ser también poligonal. Su cubierta suele ser algún tipo de bóveda que, en el Románico solía ser de horno o cascarón.

## Etimología

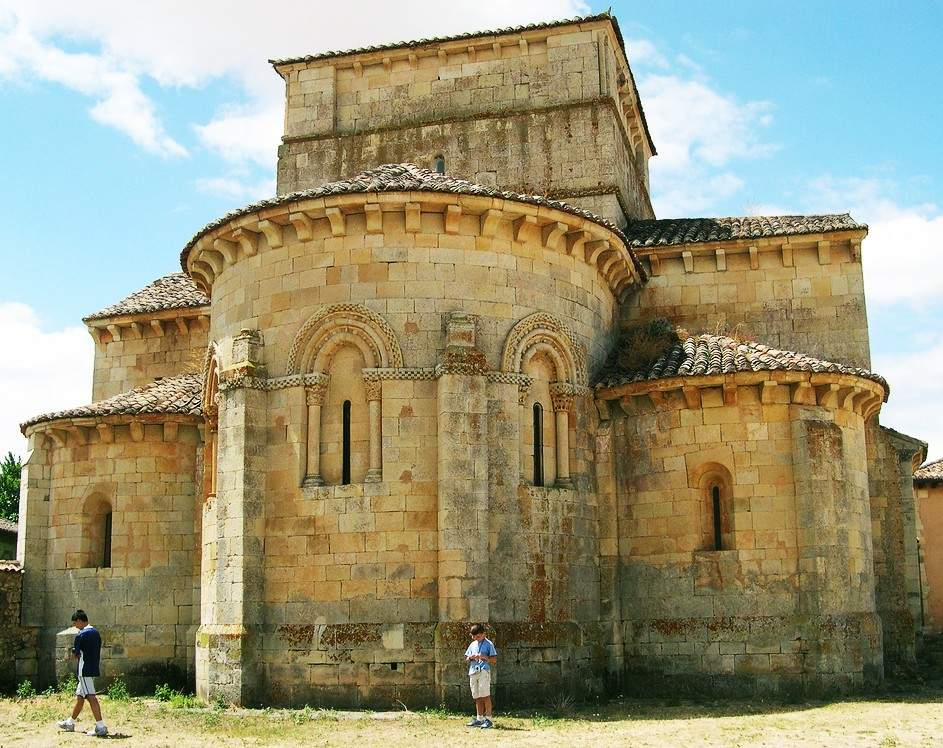
Ábside de la iglesia de Santa Eufemia de Cozuelos en Olmos de Ojeda (España)

La palabra «ábside» viene del latín absis, absidis, que a su vez proviene del griego apsis, apsidos, cuyo significado es el de «arco» o «bóveda».

## Orígenes y evolución

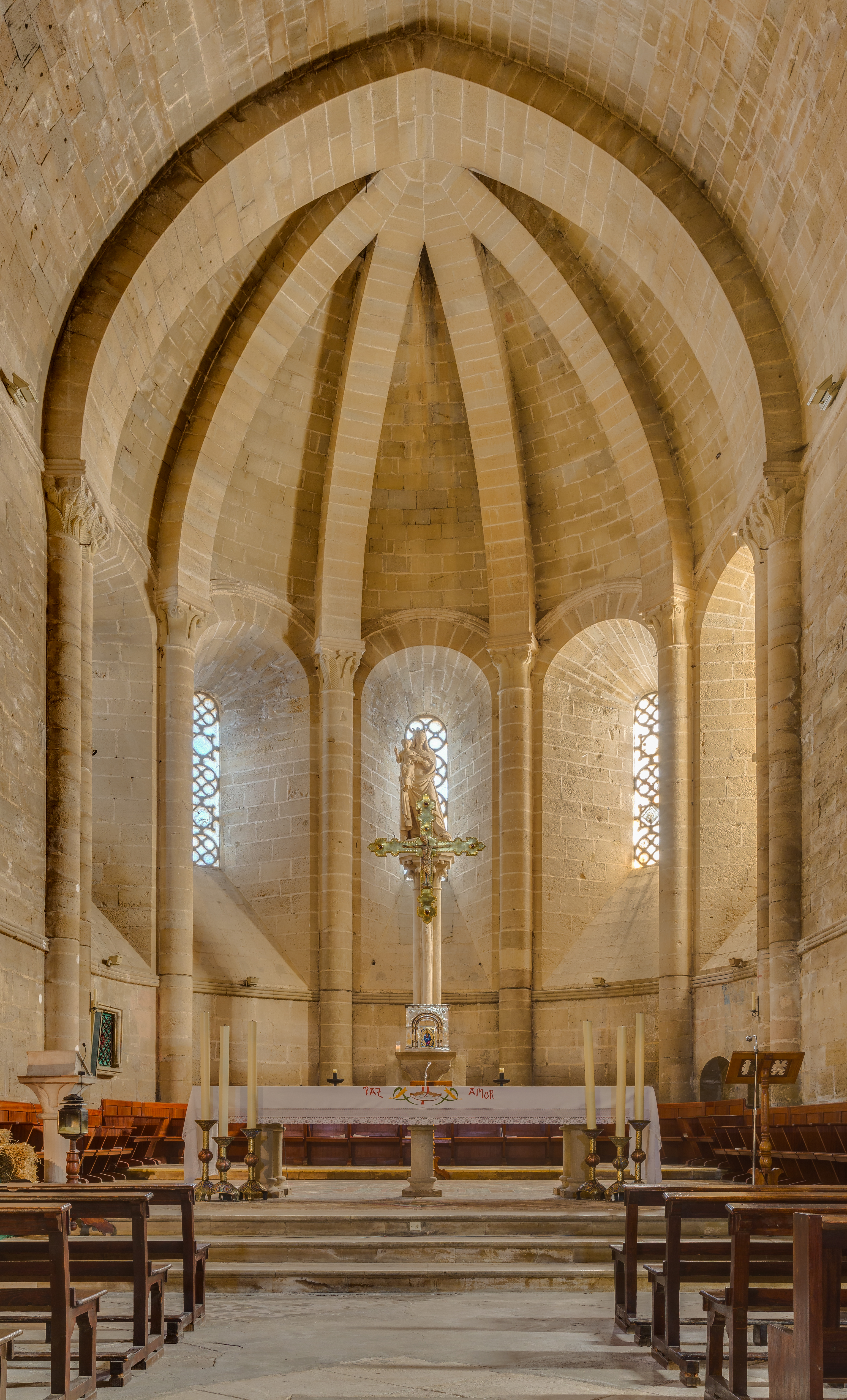
Interior del ábside del monasterio de la Oliva de Carcastillo (España)

En los templos romanos el ábside era una hornacina en la que se alojaba la estatua de una deidad. También se dio luego esta denominación a las exedras de las basílicas romanas, es decir, a unos espacios de planta semicircular dotados de asientos respaldados por el interior del muro del recinto entre los que se encontraba el sillón del magistrado presidente. Frente a él se situaba en ocasiones un altar para realizar ofrendas y sacrificios. La basílica Ulpia de Trajano puede ser un buen ejemplo de ello, con sus dos ábsides, uno en cada extremo de la nave principal y una exedra independiente.

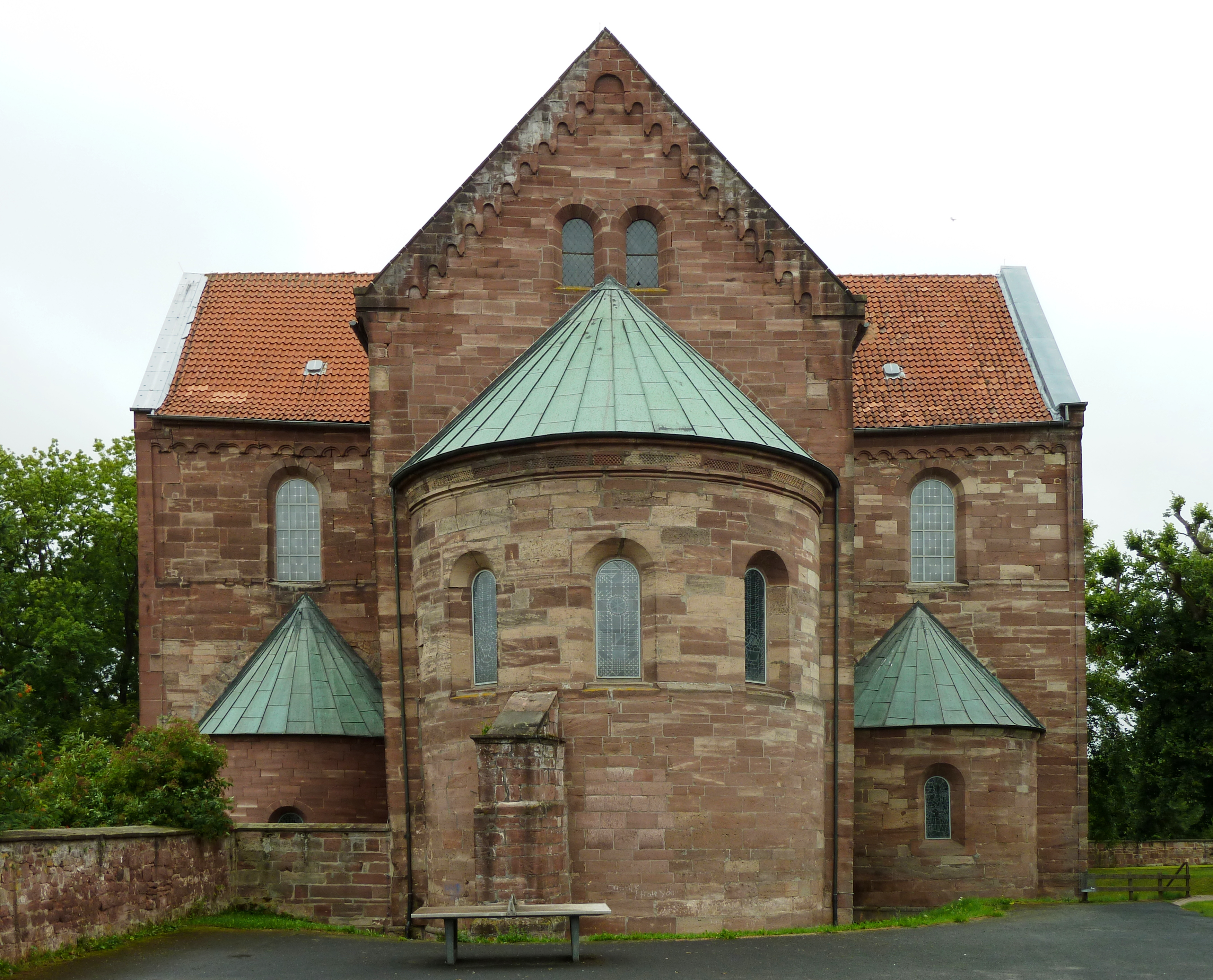
Ábside en una iglesia de Fredelsloh (Alemania)

Los templos paleocristianos se construyeron siguiendo las pautas de la basílica romana e incorporaron el ábside como un elemento habitual de su arquitectura. En él se integraban el presbiterio y el altar. En los actos litúrgicos, los clérigos o presbíteros ocupaban los sitiales que en los ábsides romanos correspondían a los tribunos, mientras que el obispo se acomodaba en el sillón presidencial ante el altar.
Aunque durante la Edad Media se difundieron otros modelos de planta eclesiástica ajenos a la basilical, como la de cruz latina, no obstante no solamente se mantuvo sino que se generalizó el empleo del ábside en sus variadas formas y disposiciones, hasta el punto de tenerse por uno de los componentes más característicos de la arquitectura bizantina, románica y gótica.

## Tipología

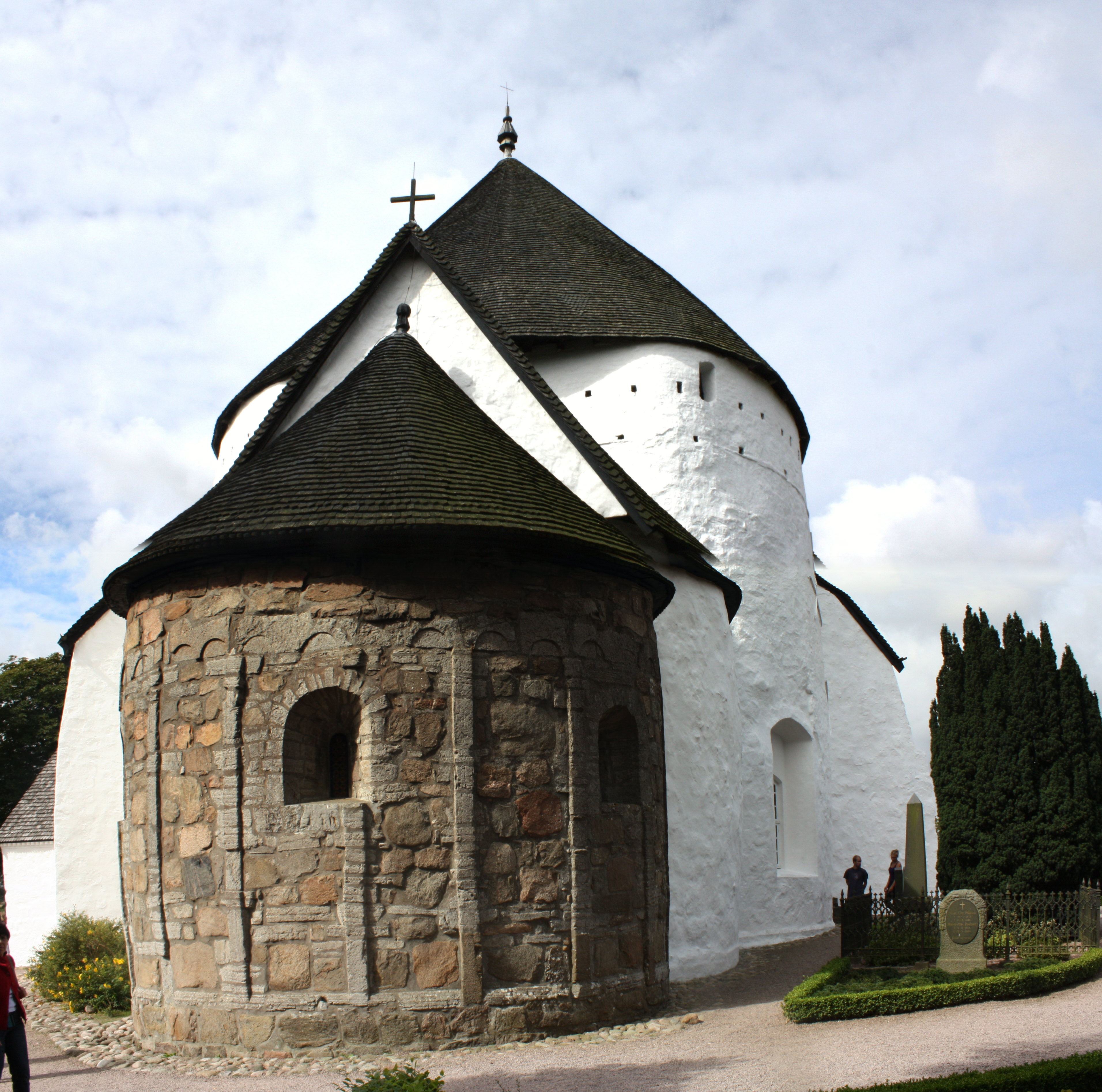
Ábside en una iglesia de Østerlars (Dinamarca)

Normalmente el ábside es de planta semicircular, pero no es raro encontrarlo de otras formas geométricas, abundando el de planta cuadrada o rectangular y el poligonal de mayor número de lados, como el octogonal o dodecagonal. La cubierta, también por lo general, es abovedada en cuarto de esfera u horno, sin descartar otras formas de bóveda, como la galleda en el caso de planta poligonal, o la de arista.
La disposición típica del ábside es la que lo sitúa en el extremo oriental o cabecera de la nave central, sobresaliendo al exterior. Ha de tenerse en cuenta que, salvo contadas excepciones, los templos cristianos se han orientado siempre según un eje este-oeste (el llamado «eje litúrgico»), estando la cabecera a oriente y la fachada principal de acceso en el frente opuesto, a occidente. Cuando existe más de una nave es frecuente que se rematen con un ábside, además de la sala central, cada una de las laterales. En tales casos, los ábsides secundarios son de menor diámetro y altura que el central.
Un caso menos frecuente pero no insólito es el de los ábsides adosados al transepto. Unas veces se colocan como remate de cada uno de sus extremos; otras veces, abiertos a modo de capillas en el lado este y distribuidos simétricamente con respecto a la nave. El propio ábside principal, cuando posee dimensiones suficientes, puede ir lobulado con una serie de ábsides menores, también llamados absidiolos, que forman una corona de nichos o pequeñas capillas absidiales en su contorno. En particular, al ábside central pueden unírsele otros dos ábsides complementarios para formar un conjunto que se conoce como «ábside tricónquido».
Como norma, en la que caben excepciones, los ábsides presentan en su alzado dos partes bien diferenciadas: la inferior constituida por un zócalo ciego, y otra superior, separada o no de aquella por una imposta que recorre horizontalmente todo el muro, en la que se abre un número impar de ventanas, de las cuales la central se dispone axialmente en relación con la nave. En ocasiones, en el exterior se adosan columnas encapiteladas de fuste circular que se levantan hasta el alero de la cubierta y dividen el paramento en tramos verticales.

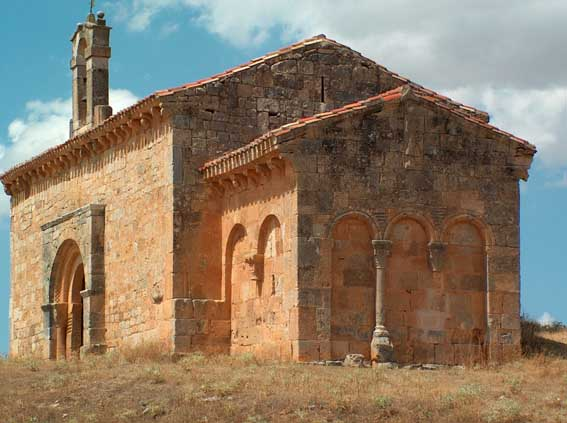
Ábside rectangular de la ermita de Coruña del Conde (España)

## Absidiolos
A los ábsides más pequeños que el principal y por lo general anejos a él o a los brazos del crucero, con el que se comunican, se llaman absidiolos o absidiolas; la Real Academia Española registra el vocablo «absidiolo», no así absidiola.
Absidiolo también designa a una capilla absidial. Estas capillas son siempre en número impar.